# Heteroepedanus monacantha
Heteroepedanus monacantha is een hooiwagen uit de familie Epedanidae.